# 이경래
이경래(1961년 8월 17일 ~ )는 대한민국의 희극배우이다.

## 이력
충청남도 천안에서 출생하였고 충청남도 아산과 충청남도 대전과 충청남도 공주에서 성장하였으며 1981년 연극배우 첫 데뷔하였고 이듬해 1982년 KBS 개그콘테스트에서 정식 데뷔하였다.

## 출연작

### 방송
- 《유머 1번지》 (KBS)
- 《쇼 비디오 쟈키》 (KBS)
- 《가족오락관》 (KBS)
- 《쇼! 행운열차》 (KBS)
- 《코미디 파일》 (KBS)
- 《개그콘서트》 (KBS)
  - 코미디 40년 특집 (2013.3.3.)
- 《TV는 사랑을 싣고》 (KBS)
- 《아침마당》 (KBS)
- 《행복한 아침》(채널A)

## 가족 관계
- 배우자 : 전명숙
  - 아들 : 이수빈
  - 딸